# Bishop's Cleeve
Bishop's Cleeve es un pueblo y una parroquia civil en el distrito de Tewkesbury en el condado ceremonial del Gloucestershire, en Inglaterra (Reino Unido), con una población estimada a mediados de 2016 de 14 477 habitantes.
Se encuentra ubicada al noreste de la región Sudoeste de Inglaterra, cerca de la frontera con Gales y las regiones Midlands del Oeste y Sudeste de Inglaterra, y de las ciudades de Gloucester, la capital del condado, y Bristol. Se encuentra al pie de Cleeve Hill, el punto más alto de los Cotswolds. El pueblo también está cerca de las ciudades de Cheltenham, Tewkesbury y Evesham.
Su iglesia de San Miguel y Todos los Ángeles está tiene partes que datan de hace más de 900 años.

## Etimología
El nombre Cleeve, del que se tiene constancia por primera vez en el siglo VIII como Clife , proviene de la forma singular dativa de la palabra inglesa antigua clif ('en el acantilado, la orilla, la colina empinada'). El elemento Bishop's se añadió al nombre porque la finca era propiedad de los obispos de Worcester.

## Ferrocarril
Bishop's Cleeve tuvo una estación de tren que fue inaugurada el 1 de junio de 1906 por la compañía Great Western Railway. Esta línea iba desde Stratford-upon-Avon hasta Cheltenham, formando parte de una ruta principal que conectaba Birmingham con el suroeste y el sur de Gales. La estación de Bishop's Cleeve, junto con casi todas las demás en esta sección, cerró el 7 de marzo de 1960 y fue demolida posteriormente. Sin embargo, la estación de tren del hipódromo de Cheltenham continuó operando para visitas hasta 1965. Los servicios de pasajeros se mantuvieron hasta el 25 de marzo de 1968, y el transporte de mercancías hasta 1976, cuando un descarrilamiento en Winchcombe dañó la línea.
Debido a los daños causados, se decidió no reactivar la sección y en 1980 toda la línea fue desmantelada. Sin embargo, el tramo de 24 km de vía entre Broadway railway station y el hipódromo de Cheltenham ya había sido reconstruido, reabierto y preservado como el Heritage Gloucestershire Warwickshire Railway.
Bishop's Cleeve también contaba con una estación, aunque menos accesible, llamada estación de tren de Cleeve, en la actual línea principal de Birmingham a Bristol, anteriormente Midland Railway, más tarde LMS, aproximadamente a 2,4 km al oeste. Esta estación cerró el 20 de febrero de 1950. Bishop's Cleeve limita al este con el pueblo de Woodmancote, y la antigua línea ferroviaria Great Western divide las dos parroquias. En 2020, la población de Bishop's Cleeve era de 16.477 habitantes.

## Educación
Bishop's Cleeve tiene tres escuelas: la escuela primaria Grangefield, la academia primaria Bishop's Cleeve, que se construyó en 1965 y la escuela Cleeve, una academia escolar en el sureste del pueblo.

## Economía y desarrollo
Bishops Cleeve está comunicada por la A435 que atraviesa el lado occidental del pueblo, con acceso directo a Cheltenham y Evesham. El pueblo se beneficia de una biblioteca local y una amplia gama de instalaciones comunitarias, incluidos centros deportivos, un centro juvenil, pistas de bolos y un club de fútbol local. 
En 2010, se inició el desarrollo de 450 casas en Homelands Farm, con los promotores, Comparo, queriendo construir 550 casas adicionales sobre esto. Esto fue rechazado por el Ayuntamiento de Tewkesbury en 2007, pero los promotores apelaron al Secretario de Estado para Comunidades y Gobierno Local sobre la decisión, lo que desencadenó una investigación de planificación completa. Las principales preocupaciones expresadas fueron la presión sobre la infraestructura local que crearía y que el sitio es propenso a inundaciones. En 2013, el Secretario de Estado confirmó la apelación, se construirán 550 viviendas en el noroeste de Bishop's Cleeve y otras 500 viviendas entre Gotherington y Cleeve.
Hay tiendas minoristas en Church Road, Tobyfield Road y The Green. Hay un polígono industrial con muchos empleadores, así como un gimnasio y otras instalaciones. También hay una gran sede empresarial compartida por Capita, Lloyds Banking, Zurich y PoloWorks detrás de la escuela Grangefield. GE Aviation también posee una gran colección de edificios industriales al oeste de la carretera A que atraviesa el pueblo. Además de GE, hay muchos hangares utilizados por empresas para la construcción y el vuelo de helicópteros; estos se utilizan especialmente durante las carreras en Cheltenham.
Bishop's Cleeve tiene un equipo de fútbol de la liga no profesional, Bishop's Cleeve FC, que juega en Kayte Lane. El equipo de fútbol juvenil Bishop's Cleeve Colts FC es el club de fútbol de base que colabora con BCC FC y tiene equipos desde U5 hasta U16 tanto para niños como para niñas, Bishops's Cleeve Colts FC También tiene un centro deportivo y artístico local en Two Hedges Road, que ofrece canchas de netball asfaltadas, redes de cricket, canchas de tenis, canchas de squash y un pabellón deportivo.

## Personajes destacados
- El líder del escuadrón Eric Foster, que inspiró el libro y la película The Great Escape (1963) , murió en Bishops Cleeve en 2006, a los 102 años.[5]
- Rebecca Pantaney , medallista de oro de bádminton de la Juegos de la Commonwealth, se crio en el Bishops Cleeve.
- Rosemary West, asesina en serie.